# Bogdanka (województwo lubelskie)
Bogdanka – wieś w Polsce położona w województwie lubelskim, w powiecie łęczyńskim, w gminie Puchaczów.
Wieś stanowi sołectwo w gminie Puchaczów. Według Narodowego Spisu Powszechnego z roku 2011 wieś liczyła 227 mieszkańców.

## Historia
Bogdanka, wieś w powiecie chełmskim, gminie Cyców, parafii Puchaczów, od Łęczny wiorst 8, od Chełma wiorst 38. Dawniej stanowiła całość z dobrami Nadrybie. Ziemi ornej we wsi 371 mórg, łąk mórg 70, ogrodów morgi 2. Las przeważnie sosnowy mórg 266, nieużytki i place mórg 23.
Według noty słownika ziemia urodzajna, zwana popielatką, zalicza się do pszennej klasy II. Płodozmian 11. polowy. Pokłady dobrego torfu. Budynków 5, domów 2.
Słownik geograficzny Królestwa Polskiego w pierwszej części suplementu wspomina także osadę Bogdanka, w powiecie chełmskim, gminie Cyców, parafii Puchaczów.
W latach 1975–1998 miejscowość administracyjnie należała do ówczesnego województwa lubelskiego.

## Obiekty
Na terenie wsi znajduje się kopalnia węgla kamiennego należąca do Lubelskiego Zagłębia Węglowego – Kopalnia Węgla Kamiennego Bogdanka.Większość mieszkańców wsi została przesiedlona ze względu na szkody górnicze. 